# Nomada cruenta
Nomada cruenta är en biart som beskrevs av Otto Schmiedeknecht 1882. Nomada cruenta ingår i släktet gökbin, och familjen långtungebin. Inga underarter finns listade i Catalogue of Life.